# Jason Collier
Jason Jeffrey Collier (Springfield, 8 settembre 1977 – Cumming, 15 ottobre 2005) è stato un cestista statunitense.
Alto 2,13 metri per 118 kg di peso, Collier giocava come centro nella NBA.

## Carriera
Dopo quattro anni di college, venne scelto al primo turno del draft NBA del 2000 dagli Houston Rockets. Dopo le prime tre stagioni, durante le quali giocò pochi minuti e per poche partite, nel 2003-04 venne scambiato agli Atlanta Hawks, dove trovò un notevole spazio, seppur relegato per la maggior parte della stagione in D-league, ed incrementò le sue cifre a 11,3 punti e 5,6 rimbalzi a partita. Durante la stagione successiva (2005) riuscì a giocare per 70 partite, quasi quante quelle disputate nei quattro anni precedenti.
Il 15 ottobre 2005, poco prima dell'inizio del campionato, Jason fu colpito da un attacco cardiaco che lo uccise mentre dormiva nel suo letto. Già da alcuni anni soffriva di cardiomiopatia dilatativa. La squadra lo commemorò indossando durante la stagione una fascia nera alla spalla, e ritirando la sua maglia n.40.

## Statistiche

### College
| Anno      | Squadra               | PG | PT | MP   | TC%  | 3P%  | TL%  | RP  | AP  | PRP | SP  | PP   |
| --------- | --------------------- | -- | -- | ---- | ---- | ---- | ---- | --- | --- | --- | --- | ---- |
| 1996-1997 | Indiana Hoosiers      | 33 | 27 | 23,6 | 43,4 | 46,2 | 68,4 | 5,7 | 0,7 | 0,5 | 1,0 | 9,4  |
| 1997-1998 | Indiana Hoosiers      | 9  | -  | 25,1 | 56,3 | -    | 66,7 | 5,2 | 1,0 | 0,7 | 1,0 | 10,7 |
| 1998-1999 | Georgia T. Yel. Jack. | 25 | 25 | 34,0 | 44,1 | 35,6 | 71,9 | 7,3 | 1,4 | 0,6 | 1,4 | 17,2 |
| 1999-2000 | Georgia T. Yel. Jack. | 30 | 30 | 32,5 | 47,3 | 36,9 | 73,5 | 9,2 | 1,6 | 0,8 | 1,1 | 17,0 |
| Carriera  | Carriera              | 97 | 82 | 29,2 | 45,8 | 36,9 | 71,1 | 7,1 | 1,2 | 0,6 | 1,1 | 13,9 |

### NBA

#### Regular season
| Anno      | Squadra         | PG  | PT | MP   | TC%  | 3P%  | TL%  | RP  | AP  | PRP | SP  | PP   |
| --------- | --------------- | --- | -- | ---- | ---- | ---- | ---- | --- | --- | --- | --- | ---- |
| 2000-2001 | Houston Rockets | 23  | 0  | 9,7  | 38,0 | 0,0  | 70,8 | 1,6 | 0,3 | 0,1 | 0,1 | 3,1  |
| 2001-2002 | Houston Rockets | 25  | 2  | 14,6 | 43,2 | 0,0  | 75   | 3,3 | 0,4 | 0,2 | 0,2 | 4,2  |
| 2002-2003 | Houston Rockets | 13  | 3  | 8,0  | 47,2 | 0,0  | 0,0  | 2,2 | 0,1 | 0,2 | 0,1 | 2,8  |
| 2003-2004 | Atlanta Hawks   | 20  | 16 | 27,3 | 47,9 | 25,0 | 78,8 | 5,6 | 0,9 | 0,6 | 0,6 | 11,3 |
| 2004-2005 | Atlanta Hawks   | 70  | 44 | 13,5 | 46,3 | 42,9 | 67,6 | 2,6 | 0,3 | 0,2 | 0,2 | 5,7  |
| Carriera  | Carriera        | 151 | 65 | 14,4 | 45,5 | 35   | 73,8 | 2,9 | 0,3 | 0,2 | 0,2 | 5,6  |

#### Massimi in carriera
- Massimo di punti: 22 vs Washington Wizards (12 marzo 2004)[2]
- Massimo di rimbalzi: 11 vs Toronto Raptors (14 marzo 2004)
- Massimo di palle rubate: 3 (5 volte)

## Palmarès
- McDonald's All-American Game (1996)
- All-NBDL First Team (2004)